# St. Vincent (hudebnice)
Annie Erin Clark, známá jako St. Vincent (* 28. září 1982 Tulsa, Oklahoma, USA) je americká zpěvačka a kytaristka. Svou kariéru zahájila jako členka skupiny The Polyphonic Spree. Své první sólové album vydala v roce 2007, následovala dvě další. V roce 2012 spolupracovala s hudebníkem Davidem Byrnem, z jejich spolupráce vzešlo album Love This Giant. O dva roky později vydala své třetí sólové album nazvané St. Vincent. Byla ve vztahu s anglickou modelkou Carou Delevingne. Rozešly se po osmnácti měsících v létě roku 2016.

## Diskografie
- Marry Me (2007)
- Actor (2009)
- Strange Mercy (2011)
- Love This Giant (2012) – s Davidem Byrnem
- St. Vincent (2014)
- Masseduction (2017)
- Daddy's Home (2021)
- All Born Screaming (2024)